# Enllumenat de gas

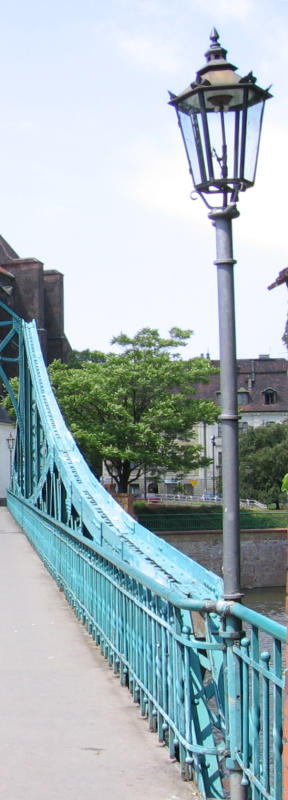
Fanal de gas a Breslau.

L'enllumenat de gas és una tecnologia utilitzada per produir llum a partir d'un combustible gasós incloent l'hidrogen, el metà, el propà, el butà, l'acetilè o l'etilè.

## Pre-història
Jean-Pierre Minckelers (Maastricht, 1748–1824) va ser un acadèmic holandès i un dels descobridors de la gasificació i il·luminació de carbó. El seus experiments sobre destil·lació de gas d'hulla produïren el 1785 la primera il·luminació per gas, que encara que llavors no tingué aplicació comercial, prenuncià la il·luminació moderna de les ciutats.
Abans de l'electricitat es va convertir en bastant ampli i econòmic per permetre l'ús públic en general, el gas era el mitjà més popular per a la il·luminació de les ciutats i els barris.. Al principi els fanals de gas havien de ser encesos a mà, però al cap d'uns anys els fanals es van poder encendre per si mateixos.
La llum de gas avui dia se sol utilitzar per acampar, on l'alta densitat d'energia d'un combustible d'hidrocarbur, en combinació amb la naturalesa modular dels contenidors permet produir llum brillant i de llarga durada de forma barata i sense complexos equips.

## Història

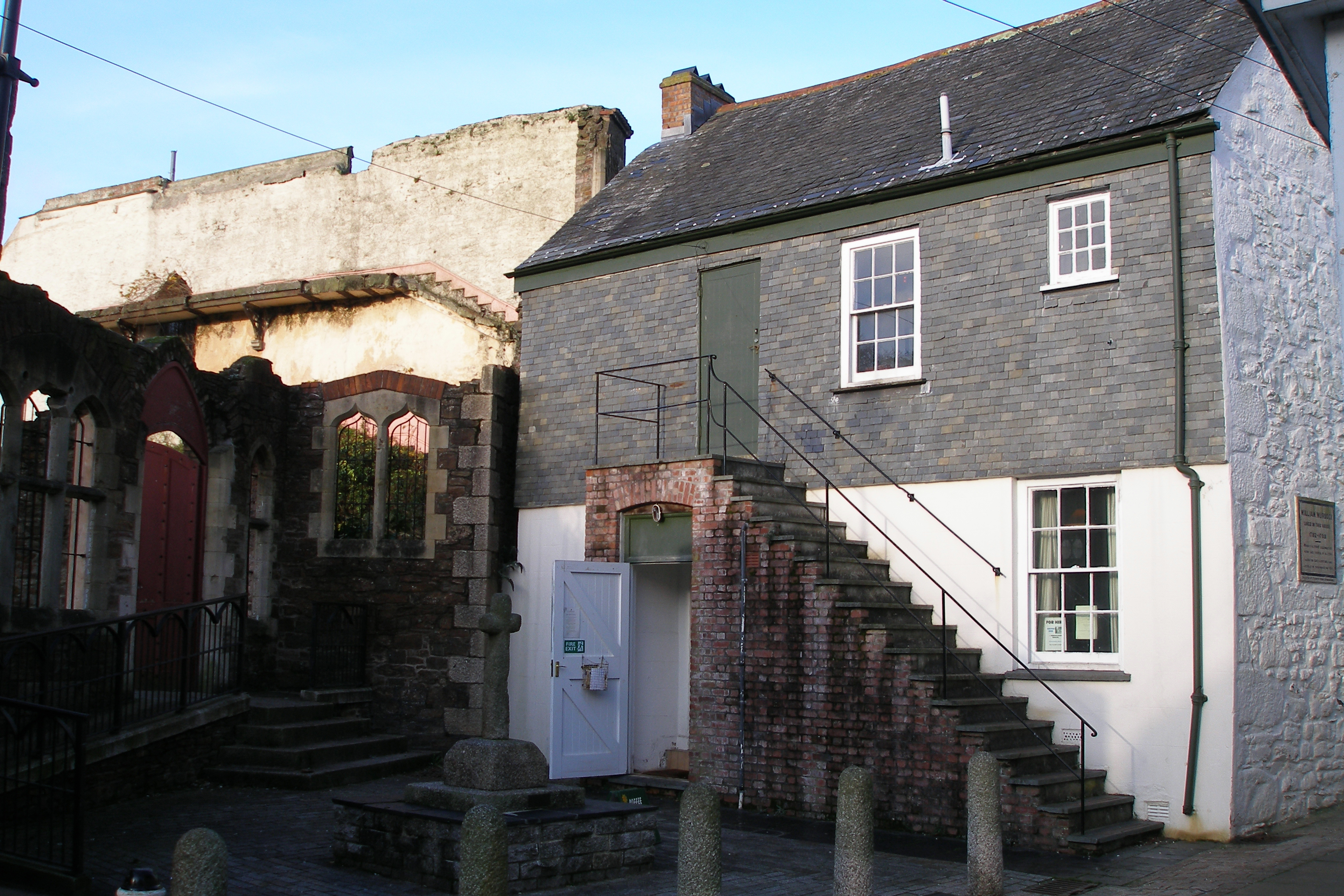
Murdoch House a Redruth.

William Murdoch (de vegades escrit 'Murdock') va ser el primer en utilitzar la inflamabilitat del gas per a l'aplicació pràctica de l'enllumenat. Va treballar per a Matthew Boulton i James Watt en el seu taller de màquines de vapor "Soho Foundry" a Birmingham, Anglaterra. A la dècada de 1790, mentre feia la supervisió de la utilització de màquines de vapor de la seva empresa en la mineria del carbó a Cornualla, Murdoch va començar a experimentar amb diferents tipus de gas, per instal·lar definitivament gas de carbó, com el més eficaç. La primera vegada el va encendre a la seva pròpia casa a Redruth, Cornualla el 1792.

### Inicis

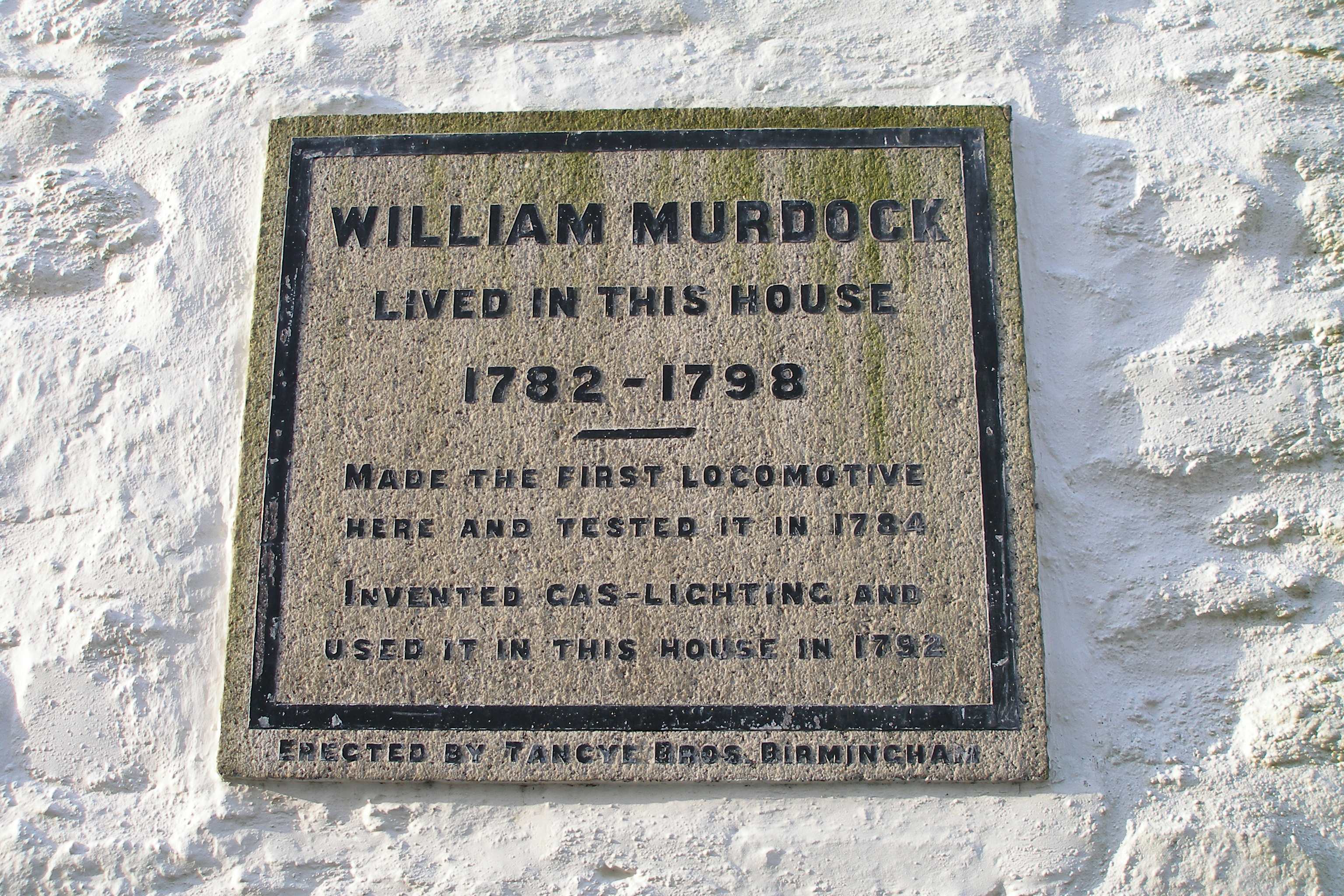
Placa a la paret de Murdoch House

El 1798 Murdoch va utilitzar llum de gas a l'edifici principal de la "Soho Foundry" i el 1802 va il·luminar l'exterior en una exhibició pública d'enllumenat de gas, sorprenent la població local. Un dels treballadors de la "Soho Foundry", Samuel Clegg, va veure el potencial d'aquesta nova forma d'il·luminació i, va deixar el seu treball per crear el seu propi negoci d'enllumenat de gas, la Gas Lighting and Coke Company.
La "thermolampe" que utilitza gas de destil·lació de fusta va ser patentada el 1799, mentre que l'inventor alemany Friedrich Winzer (Frederick Albert Winsor) va ser la primera persona en tenir una patent per l'enllumenat de gas de carbó el 1804.
El 1801, Philippe Lebon de París havia utilitzat també les llums de gas per il·luminar la seva casa i els seus jardins, i estava estudiant com il·luminar tot París. El 1820, París va aprovar l'enllumenat públic de gas.
El 1804, el Dr Henry va pronunciar un cicle de conferències sobre Química, a Manchester, en les que mostrava la manera de produir gas de carbó, i la facilitat i l'avantatge del seu ús. El Dr Henry va analitzar la composició, investigant les propietats del gas hidrogen carbonat. Els seus experiments van ser nombrosos i precisos, i realitzats amb una varietat de substàncies, havent obtingut el gas de: fusta, torba, diferents tipus de carbó, oli, cera, etc.. apart, va quantificar la intensitat de la llum de cada font.
L'inventor Josies Pemberton, resident a Birmingham, havia estat durant algun temps experimentant amb la naturalesa del gas. La seva atenció pot haver estat despertada per l'exposició del Soho. Sobre 1806, va exposar llums de gas amb gran brillantor i varietat de formes, enfront de la seva fàbrica de Birmingham. El 1808 va construir un aparell, aplicable a diversos usos, per un tal Benjamin Cooke, fabricant de tubs de llautó daurat, joguines i altres articles.

### Enllumenat a Pall Mall

Diagrama del limelight

El 1806, Murdoch va presentar en la Royal Society un document titulat "Compte de l'aplicació del gas de carbó amb finalitat econòmica", en què va descriure la seva aplicació amb èxit del gas de carbó a la il·luminació de l'establiment extensiu dels senyors Phillips i Lea. Per a aquest treball va ser guardonat amb la medalla d'or Comte Rumford. L'informe de Murdoch, va obrir una gran llum sobre l'avantatge comparatiu entre gas i espelmes i contenia molta informació útil sobre les despeses de producció i gestió.

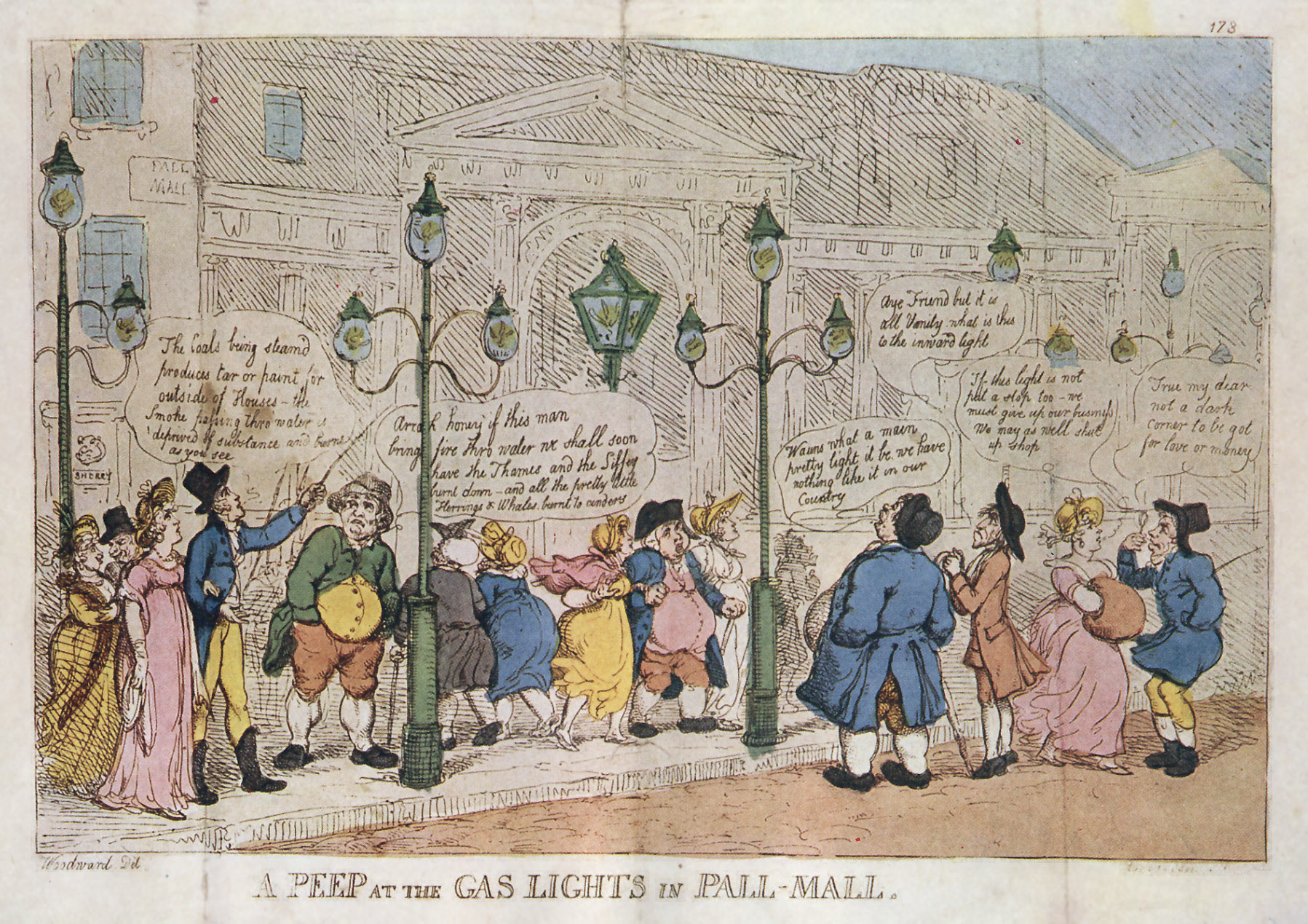
Enllumenat a Pall Mall

El primer enllumenat públic amb gas va tenir lloc a Pall Mall, Londres el 28 de gener de 1807. El 1812, el Parlament va aprovar una ordre per a la London and Westminster Gas Light and Coke Company de Samuel Clegg, i la primera companyia de gas al món va néixer. Menys de dos anys més tard, el 31 de desembre de 1813, el Westminster Bridge va ser il·luminat amb gas.
Com que la il·luminació artificial es va fer més comuna, el desig va créixer fins a convertir-se en fàcilment disponible per al públic. Això va ser en part perquè les ciutats es van convertir en llocs més segurs per viatjar un cop els llums de gas es van instal·lar als carrers, reduint les taxes de delinqüència. El 1809, es va fer davant el Parlament la primera sol·licitud per incorporar una empresa per accelerar el procés, però no va ser aprovada. Tot i així, el 1810, la sol·licitud va ser renovada per les mateixes parts, i encara que va trobar alguna oposició, el projecte de llei fou aprovat, firmant el contracte amb la companyia de Samuel Clegg, qui al 1816, va obtenir la patent pel seu purificador de gas de carbó, i pel seu comptador de gas rotatiu auto-governat. A Espanya la primera instal·lació d'enllumenat públic amb gas la va fer el químic Josep Roura Estrada a Barcelona, l'any 1826.

### Camisa de Welsbach

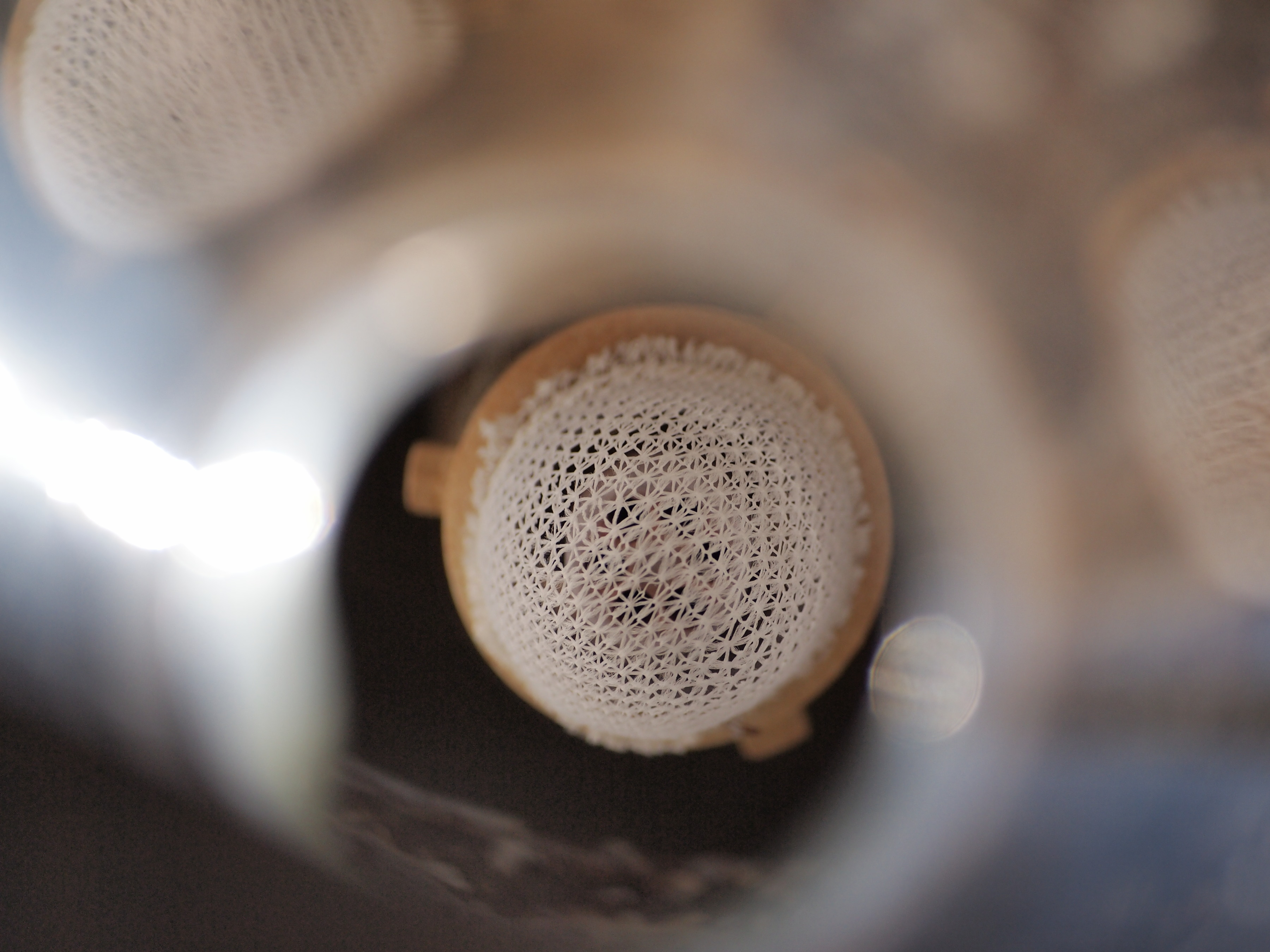
Camisa de gas Welsbach a un fanal, fred.

Durant segles, la llum artificial s'ha generat utilitzant flama nua (oberta). El Limelight va ser inventat a la dècada de 1820, però la temperatura requerida per produir llum visible a través de la radiació del cos negre  per si sola era massa alta per ser pràctic per a les làmpades petites. A finals del segle xix diversos inventors van tractar de desenvolupar una alternativa eficaç basada en l'escalfament d'un material a una temperatura més baixa, però utilitzant l'emissió de les línies espectrals discretes per simular la llum blanca.
La camisa de gas moderna va ser un dels molts invents de Welsbach, un químic que va estudiar elements de terres rares en la dècada de 1880 i que havia estat alumne de Robert Bunsen. Ignaz Kreidl va treballar amb ell en els seus primers experiments per crear la camisa Welsbach. El seu primer procés utilitza una barreja d'òxid de magnesi 60%, òxid de lantani 20% i 20% òxid d'itri, al que va anomenar "Actinophor", i el va patentar el 1885. La idea de Welsbach es basa en el cremador Bunsen, amb la flama dirigida sobre una malla de cotó impregnada amb ceri i tori. Aquesta font de llum va rebre nom de "camisa Welsbach" i genera tres vegades més llum que la flama nua.